# Jacek Siewiora
Jacek Siewiora (ur. 20 kwietnia 1967 w Tarnowie) – polski duchowny rzymskokatolicki, doktor habilitowany teologii, profesor nadzwyczajny Uniwersytetu Papieskiego Jana Pawła II w Krakowie.

## Życiorys
Pochodzi z parafii Miłosierdzia Bożego w Tarnowie. Po maturze wstąpił do Wyższego Seminarium Duchownego w Tarnowie, a po ukończeniu studiów filozoficzno-teologicznych otrzymał święcenia kapłańskie z rąk bpa Józefa  Życińskiego 30 maja 1992 roku. Jako wikariusz pracował m.in. w parafii św. Jana Nepomucena w Bochni (1994-1995) i w parafii św. Jakuba Apostoła w Brzesku (2002-2003). Od 1.09.2003 roku wykładowca i ojciec duchowny w Wyższym Seminarium Duchownym w Gródku Podolskim na Ukrainie, będącym filią Uniwersytetu Laterańskiego w Rzymie. 20 grudnia 2013 r. Rada Wydziału Teologicznego Uniwersytetu Papieskiego Jana Pawła II w Krakowie nadała mu stopień doktora habilitowanego teologii w zakresie katechetyki na podstawie dorobku naukowego i rozprawy pt. Między monologiem a dialogiem edukacyjnym. Studium porównawcze katechezy w Polsce i na Ukrainie. 
W diecezji tarnowskiej ks. dr hab. Jacek Siewiora pełnił funkcje  diecezjalnego wizytatora nauki religii (od 2004) oraz członka Diecezjalnej Komisji Kaznodziejskiej. W latach 2014–2021 był wykładowcą w Małopolskiej Wyższej Szkole Ekonomicznej w Tarnowie oraz kierownikiem Katedry Pedagogiki i opiekunem praktyk na kierunku Pedagogika - studia II stopnia. Obecnie pełni funkcję wykładowcy w Instytucie Pedagogiki i Nauk o rodzinie UPJPII w Krakowie. 

## Wybrane publikacje
- Nauczyciel i uczeń w procesie wychowawczo-dydaktycznym szkoły, Kraków 2021
- Formacja wychowawców w kontekście przemian cywilizacyjnych, Kraków 2017 (z J. Mastalskim)
- Szkoła i jej etyczne wyzwania, J. Siewiora (red.), Tarnów 2015
- Między monologiem a dialogiem edukacyjnym. Studium porównawcze katechezy w Polsce i na Ukrainie, Tarnów 2013
- Kazania sakramentalne, Tarnów 2011
- Troska o człowieka od naprotechnologii do pedagogiki, Tarnów 2010[7]